# Emanuel Kohút
Emanuel Kohút (ur. 21 lipca 1982 roku w Bratysławie) – słowacki siatkarz, reprezentant kraju, grający na pozycji środkowego. 

## Sukcesy klubowe
Puchar Słowacji:
- 2004, 2007, 2022[4]

Liga słowacka:
- 2004, 2006, 2022[5], 2024[6]
- 2005, 2007
- 2025[7]

Liga niemiecka:
- 2008

Liga włoska:
- 2010

Liga Mistrzów:
- 2013

## Sukcesy reprezentacyjne
Liga Europejska:
- 2008, 2011
- 2007

## Nagrody indywidualne
- 2007: Najlepszy blokujący Ligi Europejskiej
- 2017: Najlepszy siatkarz w Słowacji